# But après marque
Un but après marque (en anglais : goal from mark), parfois désigné but après un arrêt de volée, est une ancienne possibilité de marquer dans le rugby. Elle se produisait lorsqu'un joueur faisait une « marque (en) » (mark) en effectuant un arrêt de volée et en criant « marque ». Dans cette position, le joueur ne pouvait pas être plaqué et avait alors la possibilité d'effectuer un coup franc (en) (free kick), qui pouvait être un coup de pied placé (place-kick), un drop (drop-kick), un coup de pied de dégagement ou en touche (punt kick) ou un coup de pied rasant (tap kick). Il était ainsi possible de marquer un but — ce qui a l'époque était la seule façon de marquer des points, les essais n'étant pas comptabilisés — sur un coup de pied placé ou un drop.
Le but après marque était rare pour un certain nombre de raisons : l'équipe qui donnait le coup de pied devait faire la « marque » suffisamment à portée du but adverse, ce qui impliquait généralement une erreur grossière de la part d'un défenseur. L'équipe en défense était autorisée à avancer jusqu'à la marque, ce qui signifiait que le coup de pied devait être tenté d'encore plus loin ; elle était en outre autorisée à charger pour contrer le coup de pied soit dès que le ballon était placé au sol, soit dès que le botteur commençait à courir, soit dès qu'on lui donnait le ballon, selon l'époque et l'évolution des règles. Les points attribués pour un but après marque ont également varié entre trois et quatre points, au gré de l'évolution des règles de comptage des points. En mars 1905, le but après marque a été fixé à trois points et est resté fixé à ce montant jusqu'à l'abolition finale de la règle en septembre 1977.
Selon les lois initiales promulguées par la Rugby School (à partir de 1845), un essai derrière la ligne de but de l'adversaire était suivi d'une passe au pied punt out en arrière de la ligne de but à un coéquipier, qui pouvait alors attraper le ballon, faire une marque, puis placer le ballon pour un coup de pied au but. À l'origine, c'était le seul moyen de marquer un but après un essai. L'option d'un coup de pied dans l'axe de l'essai (comme dans une transformation moderne) est apparue dans les premières lois de la Rugby Football Union en 1871. La RFU a aboli le punt out en 1883.
Après le schisme entre le rugby union (rugby à XV) et le rugby league (rugby à XIII) qui s'opère de 1893 à 1906, les règles évoluent indépendamment. Le but après marque est entièrement supprimé du rugby à XIII en 1922. Il reste autorisé dans les matchs de rugby à XV jusqu'à ce que la clause relative au coup franc soit ajoutée aux Laws of Rugby Union en 1977, qui stipulait qu'un joueur ne pouvait appeler une marque que dans la zone des 22 mètres du défenseur et uniquement pour un coup franc ne permettant pas de marquer des points. Cette clause a été appliquée aux matchs de l'hémisphère nord à partir de septembre 1977 et aux matchs de l'hémisphère sud à partir de janvier 1978 et est toujours en vigueur.
Le dernier but marqué après marque lors d'un match international a été inscrit par la Roumanie contre la France lors de la Coupe des Nations de la FIRA 1971-1972, le 11 décembre 1971.